# Mahito Yokota
Mahito Yokota (横田真人?, Yokota Mahito; 1974) è un compositore giapponese.
Prima di essere assunto dalla Nintendo lavorò come direttore del suono alla Koei su videogiochi come Kessen e il suo seguito. Dal 2004 lavora alla Nintendo EAD ed è conosciuto soprattutto per le composizioni musicali di Donkey Kong Jungle Beat e per le colonne sonore, in collaborazione con Kōji Kondō, di Super Mario Galaxy e di Super Mario Galaxy 2.

## Videogiochi con la partecipazione di Yokota
- Saiyuki: Journey West (1999)
- Operation Winback (1999)
- Kessen (2000) (Regia e montaggio del suono)
- Kessen 2 (2001) (Regia e montaggio del suono)
- Crimson Sea (2002) (Regia e montaggio del suono)
- Dynasty Warriors 4 (2003) (Regia del suono / Composizione di tre pezzi)
- Donkey Kong Jungle Beat (2004) (Composizione)
- The Legend of Zelda: Twilight Princess (2006) (Orchestrazione)
- Super Mario Galaxy (2007) (Composizione con Koji Kondo / Orchestrazione)
- Super Smash Bros. Brawl (2008)
- Wii Music (2008) (Composizione con Hajime Wakai, Toru Minegishi)
- Super Mario Galaxy 2 (2010) (Composizione con Koji Kondo / Orchestrazione)
- The Legend of Zelda: Ocarina of Time 3D (2011)
- The Legend of Zelda: Skyward Sword (2011)

## Album
- Nintendo Sound Selection Vol. 3: Luigi B-Side Music
- Super Mario Galaxy Original Soundtrack Normal Edition
- Super Mario Galaxy Original Soundtrack Platinum Edition
- Super Mario Galaxy 2 Original Soundtrack